# Challenger de Samarcanda 2015
El torneo Samarkand Challenger 2015 es un torneo profesional de tenis. Pertenece al ATP Challenger Series 2015. Se disputó su 19.ª edición sobre superficie tierra batida, en Samarkand, Uzbekistán entre el 11 al el 17 de mayo de 2015.

## Jugadores participantes del cuadro de individuales
| Favorito | País                    | Jugador                  | Rank1 | Posición en el torneo |
| -------- | ----------------------- | ------------------------ | ----- | --------------------- |
| 1        | Bandera de Rusia        | Teimuraz Gabashvili      | 93    | CAMPEÓN               |
| 2        | Bandera de Uzbekistán   | Farrukh Dustov           | 106   | Primera ronda         |
| 3        | Bandera de España       | Adrián Menéndez-Maceiras | 121   | Cuartos de final      |
| 4        | Bandera de Rusia        | Aslan Karatsev           | 166   | Segunda ronda         |
| 5        | Bandera de Brasil       | Guilherme Clezar         | 175   | Segunda ronda         |
| 6        | Bandera del Reino Unido | Liam Broady              | 178   | Cuartos de final      |
| 7        | Bandera de la India     | Yuki Bhambri             | 186   | FINAL                 |
| 8        | Bandera del Reino Unido | Brydan Klein             | 207   | Cuartos de final      |

- 1 Se ha tomado en cuenta el ranking del 4 de mayo de 2015.

### Otros participantes
Los siguientes jugadores recibieron una invitación (wild card), por lo tanto ingresan directamente al cuadro principal (WC):
- Sanjar Fayziev
- Temur Ismailov
- Temur Ismailov
- Shonigmatjon Shofayziyev

Los siguientes jugadores ingresan al cuadro principal tras disputar el cuadro clasificatorio (Q):
- Luke Bambridge
- Mikhail Elgin
- Iván Gájov
- Divij Sharan

## Campeones

### Individual Masculino
- Teimuraz Gabashvili derrotó en la final a  Yuki Bhambri, 6–3, 6–1

### Dobles Masculino
- Sergey Betov /  Michail Elgin derrotaron en la final a  Laslo Djere /  Peđa Krstin, 6–4, 6–3